# Израильско-сирийский инцидент (май 2018)
Израильско-сирийский инцидент в мае 2018 года — серия краткосрочных военных столкновений между израильскими и иранскими силами, происходивших на территории Сирии и Израиля 10 мая.
Инцидент имел место через день после того, как США объявили о выходе из иранской ядерной сделки.

## Предпосылки конфликта
10 февраля 2018 в 04:30 израильский вертолёт АН-64 «Апач» сбил вторгшийся из Сирии в воздушное пространство Израиля, недалеко от города Бейт Шеан на севере страны, иранский БПЛА «Удар молнии» (Saegheh).
Иран опроверг утверждения Израиля о том, что он начал ракетные обстрелы в районе Голанских высот, назвав претензии «сфабрикованными» и «необоснованными».

## Ход конфликта
В ответ на этот инциденты, в северной части Израиля была объявлена воздушная тревога, на непродолжительное время была прекращена работа международного аэропорта Тель-Авива.
Затем ВВС Израиля нанесли двенадцать ударов по сирийской ПВО и по целям, названным представителями Израиля иранскими объектами в Сирии.
Был нанесён удар по авиабазе Тияс, восемью самолётами F-16, с уничтожением, по некоторым сведениям, «основной наблюдательной вышки»;
сирийская ПВО оказала противодействие израильской авиации, и сбила один из атаковавших самолётов. По заявлению Израиля, было запущено свыше 20 зенитных ракет.
В ходе ударов произошло прямое попадание при котором был серьёзно повреждён сирийский зенитный ракетно-пушечный комплекс Панцирь-С1 российского производства.

## Итоги
По процитированным в Wall Street Journal сообщениям сирийских СМИ в результате этих ударов погибло 25 человек.
По оценке израильских военных «удары возмездия» уничтожили почти половину сирийской ПВО, включающей в свой состав более 900 пусковых установок. Днем ранее те же источники сообщали об уничтожении всего трех батарей ПВО.
14 февраля израильская газета «Гаарец» сообщила о том, что удары ВВС Израиля прекратились после телефонного разговора между В. Путиным и Б. Нетаньяху.

## Реакция
- : пресс-секретарь Белого дома Сара Сандерс сказала: «У Израиля есть суверенное право на самооборону. Развертывание иранского режима в Сирии наступательных ракетно-ракетных систем, направленных на Израиль, является неприемлемым и крайне опасным для всего Ближнего Востока».
- : Министерство иностранных дел Франции заявило, что Франция «непоколебимо привержена безопасности Израиля» и что она «осуждает любые попытки подорвать её». Французский МИД призвал как Израиль, так и Иран проявлять сдержанность, требуя, чтобы «Иран воздерживался от каких-либо военных провокаций».
- : представитель премьер-министра Великобритании Терезы Май заявил об «осуждении нападение Ирана на Израиль. Израиль имеет полное право защищаться».
- : МИД Германии выразил «глубокую обеспокоенность сообщениями об иранских ракетных атаках… Данные нападения являются серьёзной провокацией, которую мы наиболее решительно осуждаем. Мы всегда подчеркивали, что Израиль имеет право защищаться».
- : представитель китайского МИД, заявил: «Мы приняли к сведению все соответствующие доклады и надеемся, что все заинтересованные стороны останутся спокойными, проявят сдержанность и приложат совместные усилия для достижения регионального мира и стабильности».
- : министр иностранных дел Бахрейна выступил с заявлением, в котором поддержал право Израиля на самооборону от иранской агрессии.